# 龙阳街道
龙阳街道是中华人民共和国湖南省常德市汉寿县下辖的一个街道办事处。

## 行政区划
龙阳街道下辖以下村级行政区划单位：
城南社区、城东社区、城北社区、城西社区、南郊社区、花木兰社区、环城社区、新街社区、护城社区、农科村、王海坪村、宝塔河村、苏家铺村、张家湖村、粟公堤村、镇龙阁村、南湖渔场生活区、湘莲湖渔场生活区、接港渔场生活区、筲箕洼生活区、农科所生活区、小南门生活区、团湖生活区和养殖生活区。